# El ilusionista (película de 2010)
El ilusionista es una película animada de 2010 dirigida por Sylvain Chomet. La historia está basada en un guion no publicado del actor y director francés Jacques Tati, en colaboración con Henri Marquet. Existe controversia en relación con la motivación que tuvo Tati con el guion, que fue escrito como una carta personal para su hija mayor Helga Marie-Jeanne Schiel, de la cual estaba distanciado.
El personaje principal es una versión animada de Tati creada por Laurent Kircher. La trama gira en torno a un ilusionista que visita un pequeño pueblo donde conoce a una joven, la cual está convencida de que es un verdadero mago. La idea de Tati es que la historia estuviera ambientada en Checoslovaquia, pero Chomet lo cambió a la Escocia de los años 1950. Según el director, no es una historia de amor, es más la relación entre un padre y una hija.

## Trama
La historia gira en torno a un ilusionista de avanzada edad llamado Tatischeff (Jean-Claude Donda), que durante la última etapa de su carrera debe conformarse con hacer espectáculos pequeños, trasladándose de ciudad en ciudad. Gracias a una oferta de trabajo, el ilusionista llega a un pueblo de Escocia, donde conoce a una joven llamada Alice (Eilidh Rankin), la cual cree que es un mago de verdad. La joven decide acompañar al ilusionista a Edimburgo, formándose una relación de padre e hija entre ambos. Allí, el ilusionista hará lo posible por subsistir, buscando diversos empleos mientras la joven explora la ciudad.
Al final de la película sus caminos se separan. El ilusionista, al ver cómo sus amigos (ventrílocuos, acróbatas, magos, payasos) se ven imposibilitados de llevar a cabo sus respectivos trabajos debido al escaso interés del público, decide dejar su oficio. Alice, en cambio, conoce a un joven del cual se enamora. Al darse cuenta de que la joven ha encontrado su propio camino, el ilusionista abandona el hotel en el cual ambos vivían, dejando a Alice un sobre con dinero, y una nota que dice "los magos no existen".

## Producción

### Guion
La historia de la cinta está basada en un guion escrito por el actor francés Jacques Tati entre 1956 y 1959. Según una lectura que hizo Chomet del guion en la London Film School, "el gran cómico francés Jacques Tati escribió el guion de El ilusionista con la intención de hacer una película de imagen real con su hija". Sin embargo, el proyecto no pudo llevarse a cabo debido a un accidente que Tati sufrió en su mano izquierda, lo cual le impidió hacer los trucos de magia que la película requería. Catalogado en el Centro Nacional de la Cinematografía francés bajo el nombre "Film Tati Nº 4", el guion fue entregado a Chomet por los cuidadores de la obra de Tati, Jerome Deschamps y Macha Makeieff, tras el estreno de Les triplettes de Belleville en el Festival de Cannes en 2003. Según el director, él había contactado anteriormente con la hija menor de Tati, Sophie Tatischeff, para que le permitiera utilizar algunas escenas de la cinta Jour de fête (1949) en Les triplettes de Belleville; fue allí cuando Tatischeff le sugirió hacer una versión animada del guion de Tati, debido principalmente a que no quería que un actor interpretara a su padre. Sophie Tatischeff falleció el 27 de octubre de 2001, casi dos años antes del estreno de Les triplettes de Belleville en Francia.
Existe una controversia respecto al motivo que tuvo Tati para escribir el guion. Tras el estreno de la película, los familiares de Helga Marie-Jeanne Schiel, hija no reconocida de Tati, sostuvieron que la inspiración de la historia era ella, además del sentimiento de culpa del actor por haberla dejado de lado. Sin embargo, el director Sylvain Chomet ha dicho no compartir esta versión de la historia, sosteniendo que Tati le dedicó el guion a su hija menor, Sophie: "Creo que Tati escribió el guion para ella. Creo que se sentía culpable de haber pasado demasiado tiempo lejos de su hija cuando estaba trabajando. Las niñas se convierten en mujeres en un período tan corto".

### Animación
La película fue hecha en el estudio de Chomet ubicado en Edimburgo, Django Films, por un grupo de animadores de diversas nacionalidades. La obra fue financiada por la empresa francesa Pathé y tuvo un presupuesto de 17 millones de dólares. Según el periódico The Herald, en el proceso estuvieron involucradas 180 personas, de las cuales 80 habían trabajado con anterioridad en la película Les triplettes de Belleville. Sin embargo, en una entrevista para el sitio web Scotsman.com, Chomet explicó que trabajaron cerca de 300 personas. La animación fue hecha principalmente por estudios escoceses, en las ciudades de Edimburgo (Django Films) y Dundee (ink.digital).

## Estreno
Las primeras imágenes de la película fueron exhibidas en el Festival de Cannes de 2008. El estreno de la cinta fue el 16 de febrero de 2010, en el Festival Internacional de Cine de Berlín. También fue mostrada en los festivales de Toronto, Edimburgo, São Paulo, Valdivia y Melbourne.
El ilusionista fue estrenada en Francia el 16 de junio de 2010 en 84 salas de cine, recaudando 600 mil dólares en su primer fin de semana. Hacia diciembre de 2011, la película ha recaudado más de 5,5 millones de dólares a lo largo del mundo.

### Recepción
La cinta recibió una respuesta positiva por parte de la crítica cinematográfica, obteniendo un 90% de comentarios "frescos" en el sitio web Rotten Tomatoes, y una puntuación de 83/100 en Metacritic. Rex Reed, del periódico The New York Observer, la describió como "una verdadera obra maestra de encanto visual". Leslie Felperin de la revista Variety destacó la influencia que la cinta recibió de películas de los años 1960 producidas por Disney como 101 dálmatas y la forma detallada en que muestra a la ciudad de Edimburgo. Manohla Dargis de The New York Times sostuvo que la película "es a la vez un modesto homenaje a su autor y una mirada melancólica de un mundo perdido".

## Premios
Tras su estreno, El ilusionista obtuvo diversos premios y nominaciones:
| Año  | Premio                                   | Categoría                      | Receptor(es)                  | Resultado |
| ---- | ---------------------------------------- | ------------------------------ | ----------------------------- | --------- |
| 2011 | Premios Óscar                            | Mejor película de animación    | Sylvain Chomet                | Nominado  |
| 2011 | Premios César                            | Mejor película de animación    | Sylvain Chomet                | Ganador   |
| 2011 | Premios Annie                            | Mejor película animada         |                               | Nominado  |
| 2011 | Premios Globo de Oro                     | Mejor película animada         |                               | Nominado  |
| 2011 | Online Film Critics Society Awards       | Mejor película animada         |                               | Nominado  |
| 2010 | Premios del Cine Independiente Británico | Mayor logro técnico            | Sylvain Chomet                | Nominado  |
| 2010 | Chicago Film Critics Association Awards  | Mejor película animada         |                               | Nominado  |
| 2010 | Premios del Cine Europeo                 | Mejor película animada         |                               | Ganador   |
| 2010 | Las Vegas Film Critics Society Awards    | Mejor película animada         |                               | Nominado  |
| 2010 | National Board of Review                 | Spotlight Award                | Sylvain Chomet y Jacques Tati | Ganador   |
| 2010 | San Diego Film Critics Society Awards    | Mejor película animada         |                               | Nominado  |
| 2010 | Premios Satellite                        | Mejor película o corto animado |                               | Nominado  |